# 釧路新聞
釧路新聞（くしろしんぶん）、釧路新聞社が発行している地方紙。釧路総合振興局管内と根室振興局管内を発刊エリアとする。通称釧新（せんしん）。
明治期の歌人石川啄木が勤務した「釧路新聞」は現在の北海道新聞の前身であり、現在の釧路新聞社とは関係はない。

## 歴史
1946年（昭和21年）に創刊された雑誌「月刊クシロ」が「東北海道」へ改題した後に新聞化され、11月27日に「東北海道新聞」という題号で新聞を創刊した。
北海タイムス（タイムス）と提携して1953年（昭和28年）2月16日までに「東北海道新聞」としての発行を停止し、「東北海道新聞」という新聞はタイムスに合併されて消滅した。
北海道新聞（道新）が所有していた「釧路新聞 (2代目)」の題字を譲り受け、「（3代目）釧路新聞」を1955年（昭和30年）12月11日に新たに創刊した。
「東北海道新聞」と「（3代目）釧路新聞」の発行には直接的な連続性がないため、国立国会図書館の「東北海道新聞」と「（3代目）釧路新聞」の書誌詳細には前身紙や後身紙として記述されておらず、釧路市地域史研究会の『釧路市統合年表:釧路市・阿寒町・音別町合併1周年記念』でも同様の扱いである。
ただし、釧路市立釧路図書館は「東北海道新聞」と「（3代目）釧路新聞」を歴史的な連続性を持ったものとして扱っている。
日本新聞協会、全国郷土紙連合、日本地域紙協議会加盟社。購読料は月極め3,300円、1部売り140円（朝刊のみ発行）。発刊部数は公称56,000部。「一戸に一部」を合い言葉に、内容よりも部数増最優先の経営方針を貫いている。
以前は、十勝地方にも進出して帯広支局を設けて、初代題号だった「東北海道新聞」を発刊していたものの、他紙の十勝毎日新聞や北海道新聞の牙城を崩せずに撤退した経緯がある。また、最近は社内で3S運動と称する徹底した管理体制を敷くことで社員の資質向上に努めている。また、経営者は独創的な発想が持ち味で、社員のコミュニケーションを高めるための場所を設けようと、丸テーブルを設置した。その他に、2001年にCTS（電算写植システム）を導入した。
2019年に紙齢25,000号を達成。2020年4月に電子版サービス開始。

## 本社・支社・支局
- 本社：北海道釧路市黒金町7丁目3番地（〒085-8650）[1]
- 支社
  - 札幌、東京、根室、中標津[1]
- 支局
  - 標茶[1]
- 歴代社長

初代：片山睦三（創設者）
2代：平川剛喜（1994年 - 2003年）
3代：春日井茂（2003年3月 - 2015年9月）
4代：片山裕子（2015年10月 - 2016年10月）
5代: 星匠（2016年11月 - 現職）

## 編集方針
「道東100万人の郷土紙」と謳い、地域に密着する姿勢を明確にしている。

## 番組表
1999年10月に釧路ケーブルテレビがテレビ北海道（TVh）の送信を始めたものの、当社と関わりが無い企業ということもあり、テレビ番組表は引き続き既存局（NHK釧路総合テレビ、教育テレビ（Eテレ）、北海道放送、札幌テレビ放送、北海道テレビ放送、北海道文化放送）のみ掲載がされており、TVhは省略されていたが、2011年9月にTVhの釧路送信所が設置された後はTVhも掲載を開始した。なお、北海道新聞釧路版では、釧路地域でのケーブルテレビの送信開始時から既に掲載されている。

## 主催事業
- 釧新花火大会 毎年8月16日に新釧路川で行われている。道内最大級と謳う、全長1kmの「ナイヤガラ瀑布」を売りにしている。
- くしろ氷まつり 釧新宝くじ付き餅まき大会を催している。
- 釧新あさ野球大会 釧路で一番参加チームが多い大会である。